# Холл, Кевин Питер
Кевин Питер Холл (англ. Kevin Peter Hall; 9 мая 1955 — 10 апреля 1991) — американский актёр, знаменитый своими ролями доктора Элвина Линкольна в телесериале «Мученики науки», монстров в фильмах «Пророчество», «Предостережение», «Гарри и Хендерсоны», «Хищник», «Хищник 2».

## Ранние годы
Кевин Питер Холл родился в Питтсбурге, Пенсильвания. Благодаря хорошим выступлениям в составе университетской баскетбольной команды получил спортивную стипендию в Университете Джорджа Вашингтона. В колледже Кевин продолжал играть в баскетбол, а также принимал участие в театральных постановках. Во время учёбы в колледже он встретил Джея Фенишела. Вместе они начали создавать музыку. После окончания университета Кевин переехал в Венесуэлу, чтобы продолжить карьеру баскетболиста. Через год он потерял интерес к игре и переехал ближе к Лос-Анджелесу, Калифорния, где он снова объединился с Джеем. Эти два парня продолжили создавать музыку. Кевин и Джей также создали шоу под названием «Худший из друзей». Дуэт показывал шоу всюду по ночным клубам Лос-Анджелеса.

## Карьера
В ходе подготовки фильма «Хищник» самого Хищника должен был играть Жан-Клод Ван Дамм, который уже сыграл первые несколько сцен, не оплаченные после съёмок. Но продюсеры поняли, что все актёры, которые должны играть физически доминирующих существ, должны быть ростом выше 183 сантиметров. Продюсеры решили снимать высокого Холла, чтобы «Хищник» мог реалистично физически преобладать над человеческими персонажами фильма.
Также Холл приглашался на такие съёмки, как «Ночной суд» и «Звёздный путь: Следующее поколение». Холл часто снимался в роли монстров из-за своего высокого роста: он составлял 220 сантиметров. Незадолго до смерти Холл был повторно премирован за свою роль персонажа Гарри в телеверсии фильма «Гарри и Хендерсоны», но умер ещё до завершения съёмок фильма.

## Личная жизнь
На съёмках сериала «227» Холл познакомился с актрисой Алайной Рид. В декабре 1988 года пара поженилась (их персонажи в сериале тоже поженились). Детей актёр не имел.

## Смерть
В конце 1990 года Кевин попал в серьёзную автомобильную аварию в Лос-Анджелесе. Во время операции ему было сделано переливание крови, в результате чего он был инфицирован ВИЧ. Вскоре после переливания ВИЧ развился в СПИД. 10 апреля 1991 года Кевин Питер Холл умер от осложнений СПИДа (по версии NY Times смерть наступила от осложнений пневмонии).

## Фильмография
| Год       |    | Русское название                   | Оригинальное название          | Роль                       |
| --------- | -- | ---------------------------------- | ------------------------------ | -------------------------- |
| 1979      | ф  | Пророчество                        | Prophecy                       | медведь-мутант             |
| 1980      | ф  | Предостережение                    | Without Warning                | инопланетянин              |
| 1982      | ф  | Однажды тёмной ночью               | One Dark Night                 | Эдди                       |
| 1982      | тф | Лабиринты и монстры                | Mazes And Monsters             | Горвил                     |
| 1984      | ф  | Без тормозов                       | The Wild Life                  | вышибала                   |
| 1984      | с  | —                                  | E/R                            | Дональд Хейнс              |
| 1985      | с  | Ночной суд                         | Night Court                    | Уэнделл Мартин             |
| 1985      | с  | Придурки из Хаззарда               | The Dukes of Hazzard           | Флойд Мэлоун               |
| 1985—1986 | с  | Мученики науки                     | Misfits of Science             | доктор Элвин Линкольн      |
| 1986      | ф  | Чудовище в шкафу                   | Monster in the Closet          | монстр                     |
| 1987      | ф  | Гарри и Хендерсоны                 | Harry And The Hendersons       | снежный человек Гарри      |
| 1987      | ф  | Хищник                             | Predator                       | Хищник / пилот вертолёта   |
| 1988      | ф  | Коротышка — большая шишка          | Big Top Pee-Wee                | Большой Джон               |
| 1989      | тф | —                                  | Shannon’s Deal                 | Гарри                      |
| 1989      | с  | Звёздный путь: Следующее поколение | Star Trek: The Next Generation | Лейор                      |
| 1989—1990 | с  | 227                                | 227                            | Уоррен Мерриуэзер / Гордон |
| 1990      | ф  | Хищник 2                           | Predator 2                     | Хищник                     |
| 1991      | с  | Гарри и Хендерсоны                 | Harry and the Hendersons       | снежный человек Гарри      |
| 1991      | ф  | Привет с дороги в ад               | Highway To Hell                | Харон                      |